# Максютово (Стерлитамакский район)
Максютово (баш. Мәҡсүт) — деревня в Стерлитамакском районе Республики Башкортостан Российской Федерации. Входит в состав Ашкадарского сельсовета.

## География
Деревня находится на правом берегу реки Ашкадар.

### Географическое положение
Расстояние до:
- районного центра (Стерлитамак): 27 км,
- центра сельсовета (Новофедоровское): 2 км,
- ближайшей ж/д станции (Стерлитамак): 27 км.

## Население
| 2002 | 2009 | 2010 |
| ---- | ---- | ---- |
| 137  | ↗168 | ↘139 |

### Национальный состав
Согласно переписи 2002 года, преобладающая национальность — башкиры (93 %).

## Достопримечательности
В деревне расположена мечеть.